# Municipio de Monroe (condado de Holmes)
El municipio de Monroe (en inglés: Monroe Township) es un municipio ubicado en el condado de Holmes en el estado estadounidense de Ohio. En el año 2010 tenía una población de 1573 habitantes y una densidad poblacional de 25,21 personas por km².

## Geografía
El municipio de Monroe se encuentra ubicado en las coordenadas 40°33′34″N 82°1′36″O / 40.55944, -82.02667. Según la Oficina del Censo de los Estados Unidos, el municipio tiene una superficie total de 62.4 km², de la cual 62,31 km² corresponden a tierra firme y (0,13 %) 0,08 km² es agua.

## Demografía
Según el censo de 2010, había 1573 personas residiendo en el municipio de Monroe. La densidad de población era de 25,21 hab./km². De los 1573 habitantes, el municipio de Monroe estaba compuesto por el 98,6 % blancos, el 0,7 % eran afroamericanos, el 0,25 % eran asiáticos y el 0,45 % eran de una mezcla de razas. Del total de la población el 0,32 % eran hispanos o latinos de cualquier raza.